# Meneñ Hotel
0°32′35″S 166°57′1.57″Ø / 0.54306°S 166.9504361°Ø
Meneñ Hotel er det eneste hotel i republikken Nauru (hvis man ser bort fra et herberg i Aiwo), og ligger i distriktet Meneng. Det er ikke så mange turister som kommer til øen så hotellet har haft noget modgang. Det har 119 rum med mulighed for at lave kaffe og te i hvert rum. Hotellet har et konferencerum med plads til 200 mennesker, og blev for nylig restaureret. Alle rummene har også et køleskab, TV og videoafspiller. Restauranten serverer blandt andet thai- og  kinesisk mad.
I sit navn bruger hotellet bogstavet ñ, som er en gammel skrivemåde for ng på Nauru. Hotellet har alligevel beholdt det i sit navn.
| Bygning eller seværdighed | Spire Denne artikel om en bygning, et bygningsværk eller en seværdighed er en spire som bør udbygges. Du er velkommen til at hjælpe Wikipedia ved at udvide den. |